# Jelle ten Rouwelaar
Jelle ten Rouwelaar (* 24. Dezember 1980 in Joure, Niederlande) ist ein ehemaliger niederländischer Fußballtorhüter, der zuletzt bei NAC Breda unter Vertrag stand.

## Karriere
Ten Rouwelaars Karriere begann beim Amateurclub SC Joure. Über den FC Emmen, bei dem er seit 1998 spielte und zuletzt zwei Spielzeiten lang Stammtorhüter in der Eerste Divisie war, kam er 2002 als Nummer zwei hinter Ronald Waterreus zu PSV Eindhoven. Für die Eindhovener gab der 1,86 Meter große Torwart am 17. September 2002 beim 0:0 im Gruppenspiel bei AJ Auxerre in der UEFA Champions League sein Pflichtspieldebüt. In der Hinrunde der Saison 2002/03 absolvierte er darüber hinaus zwei Ligaspiele, ehe er in der Winterpause an den FC Groningen verliehen wurde. Auch hier konnte er sich jedoch keine Stammplatz im Tor erobern. Zur Saison 2003/04 lieh ihn der FC Twente aus. In Enschede stand er in der Hinrunde regelmäßig zwischen den Pfosten, verlor danach jedoch den Platz als Nummer eins an Cees Paauwe.
Ab 2004 war ten Rouwelaar zwei Jahre lang erneut Stammtorhüter bei Zweitligavereinen; in Folge wurde er jeweils eine Saison an den FC Zwolle und den FC Eindhoven ausgeliehen. Im Sommer 2006 wechselte er nach Österreich, um für den FK Austria Wien Gegentore zu verhindern. Sein Debüt in der Bundesliga gab er erst am 25. Spieltag in der Frühjahrssaison 2007 gegen die SV Ried. Da er sich nicht durchsetzen konnte, ging er nach nur einer Spielzeit zurück in die Niederlande und schloss sich NAC Breda an. Hier wurde er unter Trainer Ernie Brandts endlich Stammtorhüter in der Eredivisie. Das Team erreichte das Halbfinale des KNVB-Pokals und war nach der Ligarunde Tabellendritter, konnte jedoch nach der Entlassung Brandts' nach der Entscheidungsrunde nur noch Platz sieben halten. In der Folgesaison reichte Platz sechs zum Erreichen der Europa League, in der ten Rouwelaar alle sechs Begegnungen der Bredaer absolvierte, die in den Play-offs am FC Villarreal scheiterten.

### Nationalmannschaft
Nachdem ten Rouwelaar zwölfmal in der U-21-Nationalmannschaft (Jong Oranje) zum Einsatz gekommen war, stieß er erst mit 30 Jahren zum Kader des Oranje-A-Teams. Bondscoach Bert van Marwijk berief ihn neben Michel Vorm und Sander Boschker als dritten Torhüter zu den EM-Qualifikationsspielen gegen Ungarn am 25. und 29. März 2011, nachdem die Stamm-Nummer-eins Maarten Stekelenburg verletzt ausgefallen war.